# Lorquin
Lorquin là một xã trong vùng hành chính Lothringen, thuộc tỉnh Moselle, quận Sarrebourg, tổng Lorquin. Tọa độ địa lý của xã là 48° 40' vĩ độ bắc, 06° 59' kinh độ đông. Lorquin nằm trên độ cao trung bình là 313 mét trên mực nước biển, có điểm thấp nhất là 260 mét và điểm cao nhất là 341 mét. Xã có diện tích 8,77 km², dân số vào thời điểm 2004 là 1218 người; mật độ dân số là 138,4 người/km². Lorquin thuộc Pháp từ năm 1661.

## Thông tin nhân khẩu
| 1962  | 1968  | 1975  | 1982  | 1990  | 1999  |
| ----- | ----- | ----- | ----- | ----- | ----- |
| 1.945 | 2.073 | 1.726 | 1.479 | 1.350 | 1.287 |